# Сильвестре, Манель
Мане́ль (Мануэ́ль) Сильве́стре Са́нчес (исп. Manuel Silvestre Sánchez; род. 2 июня 1965, Барселона, Испания) — испанский ватерпольный игрок и тренер.

## Биография
Начал играть в водное поло в 8 лет, когда тренер Монтхуика, Имре Сикора, позвал его на школьные соревнования.
В течение многих лет он был основным вратарем клуба Монтхуик и позже клуба Сабадель. С ним работали такие заслуженные тренеры, как Имре Сикора, Мануэль Дельгадо, Пепе Алькасар, Лино Репетто, Тони Эстельер, Серхи Перес, Льоренс Карбо, Корнел Маркулеску, Лоло Иберн, Мариано Гарсиа, Драган Матутинович, Гойко Сеивич.
Играл в национальной молодежной сборной с 1982 по 1984 год и 213 раз участвовал в международных соревнованиях в составе испанской ватерпольной сборной в период с 1985 по 1995 год.
После завершения карьеры игрока в 2000 году он взял на себя руководство клубом Сабадель и сумел выиграть с ним несколько престижных наград: Кубок Короля, два Суперкубка Испании и Лигу Каталонии. Семь раз клубу удавалось стать финалистом: три раза – в Кубке, три – в Лиге и один – в Суперкубке Испании.
В 2007 году он оставил пост тренера клуба Сабадель, чтобы взять на себя руководство Наваррой.
С марта 2007 года он ведет блог, посвященный водному поло (El Cuervo Waterpolo Blog), в котором регулярно публикует много фотографий, репортажей и видео, связанных с последними событиями в мире ватерполо.
В декабре 2009 года, в возрасте 44 лет, Манель Сильвестре снова выступил как игрок, после того как травмировались два вратаря Наварры. Он провёл три матча, защищая ворота клуба, и в двух из них Наварра одержала победу.

## Клубы

### Игрок
- Монтжуик (1981 – 1993) ( Испания)
- Сабадель (1993 – 2000) ( Испания)
- Наварра (2009 – 2010) ( Испания)

### Тренер
- Монтжуик женская команда (1985) ( Испания)
- Монтжуик детская команда (1985 – 1993) ( Испания)
- Сабадель детская команда (1993 – 2000) ( Испания)
- Сабадель (2000 – 2007) ( Испания)
- Наварра (2007 –) ( Испания)

## Достижения и награды

### Как игрок

#### На клубном уровне
- Кубок Короля (1997)
- Лига Испании: 3 (1984-85, 1985-86, 1986-87)
- Лучший вратарь Испанской Лиги ватерполо (1985-86)

#### На национальном уровне
- Серебро на Олимпийских Играх в Барселоне (1992)
- 5 место на Чемпионате Мира в Мадриде (1986)
- Серебро на Чемпионате Мира в Перте (1991)
- Серебро на Чемпионате Мира в Риме (1994)
- Бронза на юниорском Чемпионате Европы в Тенерифе (1984)
- Серебро на Чемпионате Европы в Афинах (1991)
- Бронза на Чемпионате Европы в Шеффилде (1993)
- 5 место на Чемпионате Европы в Вене (1995)

### Как тренер
- Золото в Первом Чемпионате Испании среди детей (1997)
- Суперкубок Испании: 3 (2002, 2005, 2006)
- Кубок Испании (2004-05)
- Переход "Наварры" в высший дивизион Испанской Лиги (дивизион Славы) (2008)

## Участие в международных соревнованиях
- Олимпийские Игры в Барселоне (1992)
- Чемпионат Мира по водным видам спорта в Мадриде (1986)
- Чемпионат Мира по водным видам спорта в Перте (1991)
- Чемпионат Мира по водным видам спорта в Риме (1994)
- Чемпионат Европы по водному поло в Стамбуле (1983)
- Чемпионат Европы в Афинах (1991)
- Чемпионат Европы в Шеффилде (1993)
- Чемпионат Европы в Вене (1995)